# Chiesa di Santa Croce e San Bonaventura dei Lucchesi
La chiesa della Santa Croce e di San Bonaventura dei Lucchesi è una chiesa di Roma, nel rione Trevi, in via dei Lucchesi, tra la Fontana di Trevi e la Pontificia Università Gregoriana. È la chiesa nazionale dei lucchesi residenti a Roma.

## Storia
La chiesa fu costruita nel 1695 su una preesistente chiesa medievale, San Nicola de Portiis (o de Trivio), demolita nel 1685, e i cui resti sono visibili nei sotterranei della chiesa attuale. L'antica chiesa, nel 1536 venne concessa da mons. Ludovico de Torres, per interessamento dei Colonna, ai padri cappuccini, che costruirono il loro convento nell'attiguo giardino, e la riedificarono per volere di Gregorio XIII nel 1575, dedicandola a san Bonaventura: la nuova chiesa fu consacrata nel 1580 dal vescovo Bartolomeo Doria. 
Considerato poi che i cappuccini nel 1631 si erano trasferiti nel nuovo convento presso Piazza Barberini, Urbano VIII concedette la chiesa ai Lucchesi, i quali avevano nell'Urbe una piccola comunità costituita soprattutto da mercanti e la dedicarono alla Santissima Croce, in virtù del culto reso al Volto Santo, antico Crocifisso ligneo venerato tuttora nella Cattedrale di Lucca.
La nuova chiesa sorse su disegno di Mattia de Rossi e fu restaurata nel corso dell'Ottocento da Virginio Vespignani. Mattia de Rossi venne coadiuvato dai pittori lucchesi Giovanni Coli e Filippo Gherardi, che realizzarono gli affreschi della volta. Essa, un tempo chiesa nazionale, è ora chiesa regionale dei Lucchesi.

## Descrizione
L'interno presenta una armoniosa decorazione barocca di marmi e fregi d'oro. Nella controfacciata si trovano due statue in stucco che raffigurano i santi vescovi di Lucca Frediano e Paolino. La volta presenta quattro affreschi realizzati tra il 1673 e il 1677 dai pittori Coli e Gherardi, i cui temi sono la restituzione della Vera Croce a Gerusalemme da parte di Eraclio I e dei gruppi di angeli con il Velo della Veronica, con il Volto Santo e con gli strumenti di tortura di Cristo.
La chiesa presenta un'unica navata con tre cappelle per lato. La prima cappella del lato destro è dedicata a santa Zita ed è decorata da due putti di marmo di Lorenzo Ottoni e dagli affreschi realizzati da Lazzaro Baldi, che realizzò anche la pala d'altare. Venne eretta nel 1708 da monsignor Fatinelli, che viene ricordato da una lapide e da un busto posti vicino all'ingresso della chiesa. La cappella successiva è dedicata alla Santissima Trinità (in origine era dedicata alla Concezione) e fu eretta per ordine del lucchese Frediano Castagnari dall'architetto Simone Costanzi. La Maria Immacolata sull'altare è del pittore Biagio Puccini, mentre le pareti furono affrescate da Domenico Muratori (Liberazione di una ossessa ad opera di san Lorenzo Giustiniani) e Francesco del Tintore (San Frediano che devia il corso del fiume Serchio). La terza cappella del lato destro fu dedicata all'arcangelo Raffaele, che è il soggetto del dipinto a olio sull'altare di Agostino Tofanelli.
La prima cappella laterale a sinistra è dedicata al Santissimo Crocifisso. Al centro si trova un crocifisso ligneo del diciottesimo secolo, mentre le pareti presentano due affreschi i cui temi sono tratti dalla Passione di Gesù. La seconda cappella del lato sinistro è dedicata a Maria come Regina dei cieli e presenta un quadro della Madonna in adorazione attorniata dai dodici apostoli. Sulle pareti si trovano due monumenti funebri e varie lapidi. Segue la terza cappella, quella di san Bonaventura (già dedicata all'Assunzione di Maria), che venne rifatta e abbellita da Pompeo Pierleoni. La pala d'altare (forse della scuola del Domenichino) ritrae Maria Assunta in cielo e i santi Francesco d'Assisi e Girolamo in contemplazione, mentre le pareti affrescate ritraggono alcuni santi, tra i quali Margherita da Cortona e Caterina da Siena.
La pala dell'altare maggiore raffigura il Volto Santo, un crocifisso di legno che viene venerato nella cattedrale di San Martino a Lucca. Nel presbiterio si trova un dipinto raffigurante la Madonna di Lucca. Alla chiesa è annessa la casa generalizia della Società di Maria Riparatrice: la chiesa conserva le spoglie della beata Maria di Gesù, fondatrice della congregazione.